# Palazzo Vitelli a San Giacomo
Der Palazzo Vitelli a San Giacomo ist ein Palast in Città di Castello in der Provinz Perugia in Umbrien (Italien), der in den ersten Jahrzehnten des 16. Jahrhunderts erbaut wurde. 

## Geschichte
Der Überlieferung nach wurde der Palazzo von Angela Paola de’ Rossi aus San Secondo Parmense, der Witwe von Vitello Vitelli, erbaut, die der ständigen Betrügereien ihres Mannes Alessandro Vitelli überdrüssig war und die neue Residenz fern von ihrem Mann errichten ließ. Wahrscheinlicher ist jedoch, dass Vitello Vitelli den Palazzo in den ersten Jahrzehnten des 16. Jahrhunderts für seine damalige Frau errichten ließ.
Im 18. Jahrhundert ging der Palazzo in den Besitz der Markgrafen von Monte Santa Maria über, die die Innenräume mehrmals umgestalteten. Ende des 19. Jahrhunderts beherbergte ein Teil des Palazzo mit den notwendigen Umbauten das „Pellagrosario“. In den 1930er Jahren wurden einige Räume des Palazzo von den weiblichen Mitgliedern der Balilla genutzt. Bis in die 1960er Jahre beherbergte der Palazzo eine Kaserne der Carabinieri, wobei weitere Restaurierungsarbeiten an den Fußböden vorgenommen wurden. Heute befindet sich im Palazzo San Giacomo der neue Sitz der Stadtbibliothek „G. Carducci“.
Durch die zahlreichen Umbauten ging fast die gesamte Innendekoration verloren, von der reichen und künstlerischen Ausstattung ist nichts mehr erhalten.

## Beschreibung
Die Stadtresidenz befindet sich im gleichnamigen Viertel der historischen Altstadt. Die Architektur des Palazzo diente als Vorbild für den Bau mehrerer Häuser reicher Familien in Città di Castello und wurde von florentinischen Palästen beeinflusst. Der Palazzo hat einen rechteckigen Grundriss und steht auf allen Seiten frei, wobei die Hauptfassade auf die Via di San Giacomo gerichtet ist. Die Ecken oder Gesimse sind mit einem großen Bossenwerk verstärkt, das sich über die gesamte Höhe des Gebäudes erstreckt. Im ersten und zweiten Stock gibt es zwei hohe Gesimse, und alle Fenster, die einander ähnlich sind und gute und elegante Proportionen aufweisen, sind mit breiten Steinen mit meisterhaft geführten Leisten versehen. Da die Fenster jedoch groß sind und nahe beieinander stehen, nehmen sie der Fassade etwas von ihrer Schwere und Erhabenheit. Auch das merkwürdig geformte und eher kleine Portal, das mit einer Außenverkleidung versehen ist, die an der oberen Tür in zwei barocke Voluten ausläuft, trägt nicht zur Schönheit der Fassade bei. Ein großes und charakteristisches Vordach vervollständigt das Gebäude.
Dem Architekten ging es nicht um Prunk, sondern um die Aufteilung der Räume in praktische Einheiten. Die Räume sind klein, mit Ausnahme des Saals, der für seinen kunstvollen Terrakottafußboden bekannt war, den es heute nicht mehr gibt. Die Räume sind rationell angeordnet, jedes Zimmer ist funktionell und gleichzeitig repräsentativ mit Kassettendecken, die mit den Wappen der Vitelli geschmückt sind. Hinsichtlich der Anordnung der Räume und Säle ist dieser Palast einer der besten der Vitelli.
Im Inneren gibt es einen Säulenhof und eine gut erhaltene Loggia im ersten Stock.